# Louis Ier de Montpensier
 (août 2025).
Si vous disposez d'ouvrages ou d'articles de référence ou si vous connaissez des sites web de qualité traitant du thème abordé ici, merci de compléter l'article en donnant les références utiles à sa vérifiabilité et en les liant à la section « Notes et références ».
Pour les articles homonymes, voir Louis Ier.
Louis Ier de Bourbon-Montpensier dit le Bon, de la maison de Bourbon, mort vers 1486, fut comte de Montpensier, dauphin d'Auvergne, seigneur de Mercœur et de Combrailles, puis comte de Clermont et de Sancerre.

## Biographie
Il est le second fils de Jean Ier, duc de Bourbon et de Marie de Berry, duchesse d'Auvergne et comtesse de Montpensier. Louis prend peu part aux conflits de son temps[réf. nécessaire], et ne combat qu'en 1430, contre les Anglais près de Beauvais. Il vit le plus souvent dans ses domaines.
Louis de Montpensier épouse en 1426 Jeanne (1412-1436), dauphine d'Auvergne, comtesse de Clermont et de Sancerre, fille de Béraud III, qui lui transmit ce titre, et de Jeanne de la Tour d'Auvergne, mais celle-ci meurt sans laisser d'enfant. L'héritier du Dauphiné d'Auvergne était son frère aîné, qui le lui céda.
Louis Ier se remarie en secondes noces le 15 ou le 16 février 1443 à Gabrielle de La Tour d'Auvergne († 1474), cousine germaine de la précédente, fille de Bertrand V de La Tour, comte d'Auvergne et de Boulogne, et de Jacquette du Peschin, et a pour enfants :
- Louis (mort jeune) ;
- Gilbert (c.1443-1496), comte de Montpensier et vice-roi de Naples ;
- Jean (mort avant 1484) ;
- Gabrielle (c.1447-1516), mariée en 1484 à Louis II de la Trémoille, vicomte de Thouars, prince de Talmont († 1525). Certains disent qu'elle serait née vers 1460 sans preuve pour le confirmer ;
- Charlotte (1449-1478), mariée en 1468 à Wolfart van Borsselen, comte de Grandpré († 1487).

Louis Ier mourut en mai 1486. Son fils Gilbert († 1496), comte de Montpensier, est le père de Charles III duc de Bourbon († 1527), le connétable qui trahit le roi François Ier et le combattit à Pavie.

## Ascendance

Armoiries avant 1428.